# 敏耶-丹尼耶区
敏耶-丹尼耶区（阿拉伯语：قضاء المنية- الضنية），又称丹尼耶区（阿拉伯语：قضاء الضنية），是黎巴嫩北部省的区份，位於該國西北部，首府設於敏耶，面積409平方公里，2008年人口96,000，人口密度每平方公里235人。